# Џабир ел Ахмед ел Сабах
Џабир III ел Ахмед ел Џабир ел Сабах (арап. جابر الأحمد الجابر الصباح) био је емир и тринаести шеик Кувајта (владао од 31. децембра 1977. до своје смрти 15. јануара 2006. године), трећи владар од стицања независности од Британије, а претходно је био министар финансија и економије од 1961. до 1965. године, када је именован за премијера. Познат је по томе што владао Кувајтом током ирачке инвазије (1990), која ја довела до Заливског рата у којем је његова земља била ослобођена од стране међународне коалиције која је деловала под ингеренцијом Уједињених нација.

## Биографија
Био је трећи син шеика Ахмеда ел Џабира ел Сабаха, који је владао Кувајтом од 1921. до 1950. године. Од краја четрдесетих година 20. века Џабир је обављао низ важних јавних функција, од којих је најзначајнија функција министра финансија и економије. Када је Ирак затражио суверенитет над тек осамостаљеним Кувајтом 1961. године, предводио је кувајтску делегацију на преговоре са Арапском лигом. Постао је премијер новембра 1965. године, а наредне године званично је именован за престолонаследника - наследника његовог рођака шеика Сабаха III ел Салима ел Сабаха, који му је због лошег здравственог стања постепено препустио већину државних послова. Након Сабахове смрти, 31. децембра 1977. године, Џабир је постао кувајтски емир.

## Владавина
На почетку владавине шеик Џабир је водио политику јединства арапских земаља, али се убрзо његова политика сломила у вихору Иранско-ирачког рата (1980-88). Такође, био је приморан да се бави унутрашњим неслагањима, нарочито незадовољством кувајтске шиитске мањине, али и опозиције у Народној скупштини. Године 1986. распустио је парламент и увео цензуру штампе, што је довело до повремених протеста против економске и политичке моћи породице Сабах. Када су ирачке трупе извршиле инвазију на Кувајт августа 1990, шеик Џабир је побегао у Саудијску Арабију, где је живео у изгнанству све до марта 1991. године. 

На изборима одржаним 1992. године противници Џабира освојили су већину места у Народној скупштини и захтевали реформе. Међутим, на следећим изборима 1996. године, провладине снаге повратиле су утицај, али је у мају 1999. шеик поново распустио скупштину. Иако су у новом скупштинском сазиву антивладина осећања била јака, опозиција је била подељена те је шеик Џабир задржао свој ауторитет. Био је познат по својој јавној подршци за права жена противно вољи више конзервативних елемената у земљи. Његов декрет о давању права гласа женама био је одбијен, али су 2005. жене добиле право да гласају на парламентарним изборима. Шеик Џабир је 2001. године претрпео мождани удар, након чега практично није имао јавних активности.

## Остало
Године 1981. шеик Џабир је постао почасни грађанин Београда.